# Bérenger de Frédol, o Velho
Bérenger de Frédol,  dito o Velho ou Sênior (1250 - 11 de junho de 1323) foi um cardeal francês, Penitenciário-Mor e Deão do Sagrado Colégio dos Cardeais.

## Biografia
Nascido no Castelo de Lavérune, diocese de Maguelone, França, era filho de Guillaume de Frédol, Senhor de Vérunne. Assim, é tido como sobrinho do Papa Clemente V. Era tio do também cardeal Bérenger de Frédol, iuniore. Ele é listado como Berengario Stedelli, seu primeiro nome como Berengário e Berengarus, e seu último nome como Fredoli.
Cânone e sub-chantre do capítulo da catedral de Béziers. Abade de Saint-Aphrodise, Béziers, 1287. Cânone do capítulo da catedral metropolitana de Narbonne. Arquidiácono de Corbières. Cânone do capítulo da catedral metropolitana de Aix. Capelão do Papa Bonifácio VIII. Professor de Direito na Universidade de Bolonha. Vigário de Roma, sob o pontificado do Papa Clemente V.
Eleito bispo de Béziers em 1294, ocupou a Sé até sua promoção ao cardinalato. Foi consagrado em 28 de outubro de 1294 pelo Papa Celestino V. Como um jurista canônico, o papa ordenou-lhe com a compilação do Liber Sextus de decretos. Auditor da Sagrada Rota Romana em 1298.
Foi criado cardeal-presbítero no consistório de 15 de dezembro de 1305, recebendo o título de Santos Nereu e Aquileu. Nomeado Penitenciário-Mor em 1306, interveio no processo da Ordem dos Templários e foi para Chinon para oferecer a absolvição ao Grão-Mestre Jacques de Molay. Passou para a ordem dos cardeais-bispos e assume a sé suburbicária de Frascati em dezembro de 1309. Legado diante do rei Filipe IV da França em 1312, realizando várias missões. É nomeado Decano do Colégio dos Cardeais, em abril de 1321. Ele fundou um mosteiro de canonnesses em Béziers e escreveu um Repertorium iuris.
Morreu em 11 de junho de 1323, em Avinhão e foi sepultado na catedral de Saint-Nazaire, em Béziers.

## Conclaves
- Conclave de 1314–1316 - participou da eleição do Papa João XXII